# Trichomanes tamarisciforme
Trichomanes tamarisciforme là một loài thực vật có mạch trong họ Hymenophyllaceae. Loài này được Jacq. miêu tả khoa học đầu tiên năm 1789.